# Pentamaran
De pentamaran is een slank enkelromps schip of meerromps schip, bijgestaan door vier sponsons, twee aan elke zijde van het schip. De belangrijkste functie van de sponsons is het garanderen van de stabiliteit. Bij een kalme zee zal het schip geen slagzij maken en komen enkel de achterste sponsons in het water terecht. Wordt het weer slechter en list gecreëerd dan zullen de twee voorste sponsons ook het wateroppervlak aanraken. Dit zal de richtende arm vergroten en zo de list op een versnelde manier verhelpen. Hij zal voornamelijk uit staal gefabriceerd worden, enkel de accommodatie zal in een aluminium legering gemaakt worden.
De pentamaran wordt voorzien van vier motoren en het is evident dat bij een panne van een van de motoren de anderen nog steeds moeten doordraaien. Op deze manier kan, indien dit gewenst is, het schip aan lagere snelheden varen door slechts enkele motoren te laten draaien. Het schip is zo voorzien dat hij op vier, drie en zelfs twee motoren kan varen. Bij kalme zee en volledig volgeladen is de snelheid die bereikt kan worden met drie motoren nog steeds 37 knopen. Op twee motoren zou nog een snelheid van 33 knopen bereikt kunnen worden. In beide gevallen blijven de waterjets buiten hun cavitatielimieten werken. De centrale waterjet wordt aangedreven door twee motoren die hun krachten bundelen in een gecombineerde tandwielkast. Om te vermijden dat bij een panne bij een van deze motoren de waterjet stilvalt, kan elke motor apart de centrale waterjet aandrijven.
Niet enkel een hoge snelheid is belangrijk, ook een snelle afhandeling in de haven draagt bij tot een betere concurrentiepositie. In samenwerking met constructeurs van de reeds bestaande ferries werd vastgesteld dat een ramp  aan de achterkant van het schip het meest efficiënte is. Deze efficiëntie wordt nog verhoogd door de brede romp van de pentamaran die het laden en lossen van wagens en vrachtwagens nog vergemakkelijkt.
De prestatie van het schip hangt ook af van het deplacement en bijgevolg de diepgang. Bij de pentamaran is het belangrijk dat de achterste sponsons zich steeds gedeeltelijk onder het wateroppervlak bevinden om een goede stabiliteit te garanderen. De pentamaran is geoptimaliseerd bij 70% van de zomerdiepgang. Statistisch gezien zal het schip het meest in deze toestand opereren. Bij een hoger deplacement zullen de voorste sponsons het wateroppervlak net raken en zal de efficiëntie in beperkte mate dalen. Bij een kleiner deplacement zal het schip zeer snel een positieve trim krijgen omdat de lading vooral vooraan in het schip geladen wordt. Bij een zeer klein deplacement wordt zowel vooraan als achteraan ballastwater ingenomen om de trim onder controle te krijgen en ervoor te zorgen dat de achterste sponsons zich nog steeds onder het wateroppervlak bevinden.